# Stenomesius rufescens
Stenomesius rufescens är en stekelart som först beskrevs av Anders Jahan Retzius 1783.  Stenomesius rufescens ingår i släktet Stenomesius och familjen finglanssteklar. Arten är reproducerande i Sverige. Inga underarter finns listade i Catalogue of Life.